# Чемпионат Португалии по волейболу среди женщин
Чемпионат Португалии по волейболу среди женщин — ежегодное соревнование женских волейбольных команд Португалии. Проводится с 1960 года.
Соревнования проходят в трёх дивизионах — А1, А2 и 2-м. Организатором чемпионатов является Португальская федерация волейбола (Federacao Portuguesa de Voleibol — FPV).

## Формула соревнований (дивизион А1)
Чемпионат в дивизионе А1 в сезоне 2024/25 проходил в два этапа — предварительный и плей-офф. На предварительной стадии команды играли в два круга. 8 лучших вышли в плей-офф и далее по системе с выбыванием определили финалистов, которые разыграли первенство. Серии матчей плей-офф проводились до двух (четвертьфинал) и до трёх (полуфинал и финал) побед одного из соперников.
За победы со счётом 3:0 и 3:1 команды получают 3 очка, 3:2 — 2 очка, за поражение со счётом 2:3 — 1 очко, 0:3 и 1:3 — 0 очков.
В чемпионате 2024/25 в Дивизионе А1 участвовали 12 команд: «Спортинг» (Лиссабон), «Бенфика» (Лиссабон), «Порту», «Спортинг» (Брага), «Кайруш» (Понта-Делгада), «АВ Колежиу Эфанор» (Порту), «Витория» (Гимарайнш), «Фиайнш» (Фиайнш), «Авенше» (Вила-даз-Авиш), «Лейшойнш» (Матозиньюш), «Каштелу-да-Мая» (Мая), «Вилаконденше» (Вила-ду-Конди). Чемпионский титул выиграла «Бенфика», победившая в финальной серии «Спортинг» (Брага) 3-2 (2:3, 2:3, 3:1, 3:0, 3:2). 3-е место заняла «Порту».

## Призёры
| Сезон     | 1-е место                                         | 2-е место                                         | 3-е место                                         |
| --------- | ------------------------------------------------- | ------------------------------------------------- | ------------------------------------------------- |
| 1959/60   | «Эшпинью»                                         | «Спортинг» Лиссабон                               | «Лейшойнш» Матозиньюш                             |
| 1960/61   | «Эшпинью»                                         |                                                   |                                                   |
| 1961/62   | «Порту»                                           |                                                   |                                                   |
| 1962/63   | «Эшпинью»                                         |                                                   |                                                   |
| 1963/64   | «Эшпинью»                                         | «Бенфика» Лиссабон                                | «Лейшойнш» Матозиньюш                             |
| 1964/65   | «Лейшойнш» Матозиньюш                             | «Бенфика» Лиссабон                                | «Эшпинью»                                         |
| 1965/66   | «Лейшойнш» Матозиньюш                             |                                                   |                                                   |
| 1966/67   | «Бенфика» Лиссабон                                | «Университариу ду Лижбоа» Лиссабон                | «Лейшойнш» Матозиньюш                             |
| 1967/68   | «Бенфика» Лиссабон                                |                                                   |                                                   |
| 1968/69   | «Бенфика» Лиссабон                                |                                                   |                                                   |
| 1969/70   | «Бенфика» Лиссабон                                |                                                   |                                                   |
| 1970/71   | «Бенфика» Лиссабон                                |                                                   |                                                   |
| 1971/72   | «Бенфика» Лиссабон                                |                                                   |                                                   |
| 1972/73   | «Бенфика» Лиссабон                                | «Лейшойнш» Матозиньюш                             |                                                   |
| 1973/74   | «Бенфика» Лиссабон                                | «Лейшойнш» Матозиньюш                             | «Университариу ду Порту» Порту                    |
| 1974/75   | «Бенфика» Лиссабон                                | «Лейшойнш» Матозиньюш                             |                                                   |
| 1975/76   | «Лейшойнш» Матозиньюш                             | «Университариу ду Порту» Порту                    | «Бенфика» Лиссабон                                |
| 1976/77   | «Лейшойнш» Матозиньюш                             | «Бенфика» Лиссабон                                |                                                   |
| 1977/78   | «Лейшойнш» Матозиньюш                             |                                                   |                                                   |
| 1978/79   | «Лейшойнш» Матозиньюш                             | «Атлетику» Лиссабон                               |                                                   |
| 1979/80   | «Лейшойнш» Матозиньюш                             |                                                   |                                                   |
| 1980/81   | «Лейшойнш» Матозиньюш                             | «Атлетику» Порту                                  |                                                   |
| 1981/82   | «Лейшойнш» Матозиньюш                             | «Атлетику» Лиссабон                               | «Университариу ду Порту» Порту                    |
| 1982/83   | «Лейшойнш» Матозиньюш                             |                                                   | «Витория» Гимарайнш                               |
| 1983/84   | «Лейшойнш» Матозиньюш                             | «Атлетику» Порту                                  | «Витория» Гимарайнш                               |
| 1984/85   | «Лейшойнш» Матозиньюш                             | «Спортинг» Лиссабон                               | «Витория» Гимарайнш                               |
| 1985/86   | «Лейшойнш» Матозиньюш                             | «Спортинг» Лиссабон                               | «Боавишта» Порту                                  |
| 1986/87   | «Боавишта» Порту                                  | «Лейшойнш» Матозиньюш                             | «Спортинг» Лиссабон                               |
| 1987/88   | «Боавишта» Порту                                  |                                                   | «Флувитал-Портуэнсе» Порту                        |
| 1988/89   | «Лейшойнш» Матозиньюш                             | «Эштрелаш да Авенида» Лиссабон                    | «Боавишта» Порту                                  |
| 1989/90   | «Боавишта» Порту                                  |                                                   | «Бенфика» Лиссабон                                |
| 1990/91   | «Эштрелаш да Авенида» Лиссабон                    | «Лейшойнш» Матозиньюш                             |                                                   |
| 1991/92   | «Лейшойнш» Матозиньюш                             | «Спортинг» Лиссабон                               | «Боавишта» Порту                                  |
| 1992/93   | «Боавишта» Порту                                  | «Спортинг» Лиссабон                               | «Каштелу-да-Мая» Мая                              |
| 1993/94   | «Каштелу-да-Мая» Мая                              | «Боавишта» Порту                                  | «Лейшойнш» Матозиньюш                             |
| 1994/95   | «Боавишта» Порту                                  | «Каштелу-да-Мая» Мая                              |                                                   |
| 1995/96   | «Каштелу-да-Мая» Мая                              | «Мадейра» Фуншал                                  |                                                   |
| 1996/97   | «Каштелу-да-Мая» Мая                              |                                                   |                                                   |
| 1997/98   | «Каштелу-да-Мая» Мая                              | «Мадейра» Фуншал                                  |                                                   |
| 1998/99   | «Каштелу-да-Мая» Мая                              | «Мадейра» Фуншал                                  |                                                   |
| 1999/2000 | «Каштелу-да-Мая» Мая                              |                                                   |                                                   |
| 2000/01   | «Каштелу-да-Мая» Мая                              | «Боавишта» Порту                                  | «Мадейра» Фуншал                                  |
| 2001/02   | «Каштелу-да-Мая» Мая                              | «Боавишта» Порту                                  | «Атлетику-Фамаликан» Вила-Нова-ди-Фамаликан       |
| 2002/03   | «Каштелу-да-Мая» Мая                              | «Мадейра» Фуншал                                  | «Вилаконденше» Вила-ду-Конди                      |
| 2003/04   | «Мадейра» Фуншал                                  | «Боавишта» Порту                                  | «Каштелу-да-Мая» Мая                              |
| 2004/05   | «КА Трофа» Трофа                                  | «Мадейра» Фуншал                                  | «Боавишта» Порту                                  |
| 2005/06   | «Мадейра» Фуншал                                  | «КА Трофа» Трофа                                  | «Рибейренше» Лажеш-ду-Пику                        |
| 2006/07   | «КА Трофа» Трофа                                  | «Рибейренше» Лажеш-ду-Пику                        | «Мадейра» Фуншал                                  |
| 2007/08   | «КА Трофа» Трофа                                  | «Рибейренше» Лажеш-ду-Пику                        | «Мадейра» Фуншал                                  |
| 2008/09   | «КА Трофа» Трофа                                  | «Рибейренше» Лажеш-ду-Пику                        | «Гейфайнш» Майа                                   |
| 2009/10   | «КА Трофа» Трофа                                  | «Рибейренше» Лажеш-ду-Пику                        | «Гейфайнш» Майа                                   |
| 2010/11   | «Рибейренше» Лажеш-ду-Пику                        | «КА Трофа» Трофа                                  | «Мадейра» Фуншал                                  |
| 2011/12   | «Рибейренше» Лажеш-ду-Пику                        | «Гейфайнш» Майа                                   | «Мадейра» Фуншал                                  |
| 2012/13   | «Рибейренше» Лажеш-ду-Пику                        | «Лейшойнш» Матозиньюш                             | «Гейфайнш» Майа                                   |
| 2013/14   | «Колежиу Росариу» Порту                           | «Рибейренше» Лажеш-ду-Пику                        | «Лейшойнш» Матозиньюш                             |
| 2014/15   | «Порту Волей»                                     | «Лейшойнш» Матозиньюш                             | «Белененсеш» Порту                                |
| 2015/16   | «Атлетику-Фамаликан» Вила-Нова-ди-Фамаликан       | «Порту Волей»                                     | «Лейшойнш» Матозиньюш                             |
| 2016/17   | «Лейшойнш» Матозиньюш                             | «Порту Волей»                                     | «Кайруш» Понта-Делгада                            |
| 2017/18   | «Лейшойнш» Матозиньюш                             | «Кайруш» Понта-Делгада                            | «Порту Волей»                                     |
| 2018/19   | «Лейшойнш» Матозиньюш                             | «Атлетику-Фамаликан» Вила-Нова-ди-Фамаликан       | «Кайруш» Понта-Делгада                            |
| 2019/20   | Из-за пандемии COVID-19 чемпионат не был завершён | Из-за пандемии COVID-19 чемпионат не был завершён | Из-за пандемии COVID-19 чемпионат не был завершён |
| 2020/21   | «Академия Жозе Морейра» Порту                     | «Лейшойнш» Матозиньюш                             | «Спортинг» Лиссабон                               |
| 2021/22   | «Академия Жозе Морейра» Порту                     | «Лейшойнш» Матозиньюш                             | «Спортинг» Лиссабон                               |
| 2022/23   | «Академия Жозе Морейра» Порту                     | «Спортинг» Лиссабон                               | «Лейшойнш» Матозиньюш                             |
| 2023/24   | «Порту»                                           | «АВ Колежиу Эфанор» Порту                         | «Витория» Гимарайнш                               |
| 2024/25   | «Бенфика» Лиссабон                                | «Спортинг» Брага                                  | «Порту»                                           |